# Misverstand
Een misverstand is een gevolg van slechte of onduidelijke communicatie tussen twee mensen, waarbij beiden een andere conclusie trekken. Een misverstand is een communicatiestoornis waarbij er een significante discrepantie is tussen wat de zender bedoelt en wat de ontvanger begrijpt. 
Een misverstand kan onenigheid of problemen veroorzaken. In ernstige gevallen kan het leiden tot een negatieve houding naar elkaar toe.

## Ontstaan van misverstanden
Misverstanden kunnen voorkomen bij gesprekken tussen leken en experts, vooral wanneer dezelfde termen in de omgangstaal en in de vaktaal verschillende betekenissen hebben. Een misverstand kan echter ook ontstaan tussen twee gelijken, als bijvoorbeeld de datum of de plaats van een ontmoeting onduidelijk is.
Misverstanden kunnen ontstaan door referentieproblemen, zoals verkeerd lezen of verkeerd luisteren, hetgeen kan leiden tot een verstoord begrip. Ze kunnen beginnen bij de zender, die onbedoeld of opzettelijk iets anders formuleert dan wat deze bedoelt, of bij de ontvanger, die het correct geuite bericht verkeerd interpreteert. Dit leidt tot basisstoringen zoals:
- Wat bedoeld is, wordt niet gezegd.
- Wat gezegd is, wordt niet begrepen.
- Wat begrepen is, wordt niet geaccepteerd.

## Soorten misverstanden
Misverstanden kunnen zowel verbaal als non-verbaal zijn.
Verbale misverstanden ontstaan door het gebruik van taal, vooral wanneer woorden of zinnen dubbelzinnig zijn en de context onvoldoende duidelijkheid biedt.
Non-verbale misverstanden betreffen lichaamstaal zoals mimiek en gebaren. In een uniforme culturele context ondersteunen deze vaak de verbale communicatie, maar verkeerde interpretatie kan tot misverstanden leiden. Bijvoorbeeld, gekruiste armen kunnen als defensief worden gezien, terwijl de spreker dit misschien gewoon comfortabel vindt.

## Oplossen van misverstanden
Het is essentieel om misverstanden snel te herkennen en aan te pakken om escalatie te voorkomen. Dit kan door middel van actieve feedback, verduidelijkende vragen en het herformuleren van uitspraken om zeker te zijn van wederzijds begrip.

## Juridische aspecten
In juridische contexten kunnen misverstanden leiden tot interpretatieverschillen over contracten of overeenkomsten. Het is daarom cruciaal dat juridische documenten duidelijk en ondubbelzinnig worden opgesteld om dergelijke misverstanden te minimaliseren.

## Gevolgen van misverstanden
Onopgeloste misverstanden kunnen een kettingreactie van verdere miscommunicatie en conflicten veroorzaken. Ze kunnen relaties onder druk zetten, zowel persoonlijk als professioneel, en kunnen leiden tot misinformatie en wantrouwen.

## Misverstanden in volksverhalen
In veel volksverhalen en literatuur spelen misverstanden een centrale rol. De misverstanden in zo een verhaal leiden tot komische of tragische situaties. Deze verhalen illustreren de menselijke neiging tot miscommunicatie en de vaak verstrekkende gevolgen daarvan.

## Internationale aspecten
Culturele verschillen kunnen de kans op misverstanden vergroten, vooral in interculturele communicatie. Gebaren, uitdrukkingen en zelfs stiltes kunnen in verschillende culturen uiteenlopende betekenissen hebben, wat het belang onderstreept van culturele sensitiviteit en bewustzijn in internationale interacties.

## Wetenswaardigheden

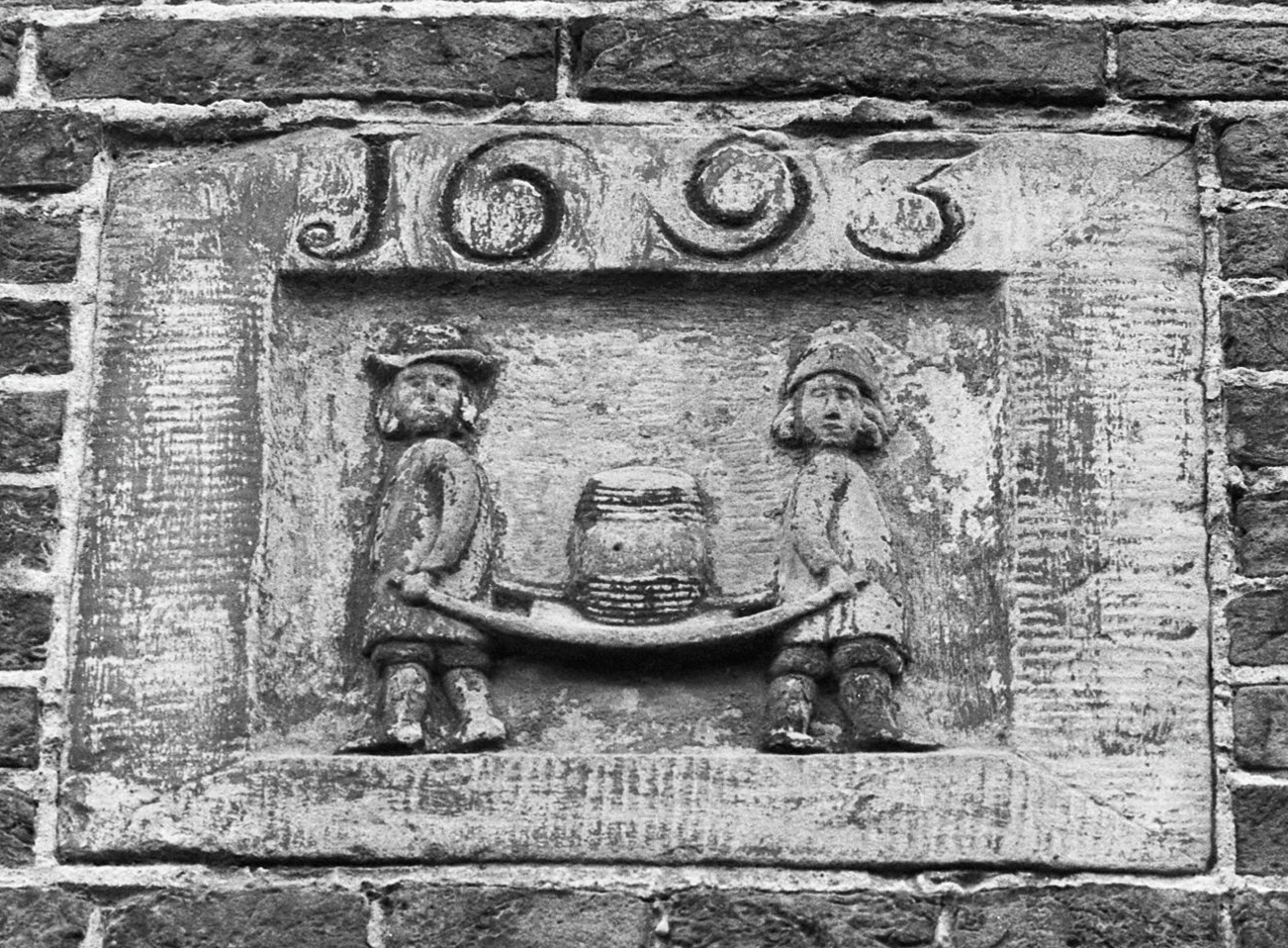
Gevelsteen Het Misverstand

Er zijn verschillende boektitels waarin het woord misverstand voorkomt: 
- Moedwil en misverstand van W.F. Hermans, (1948),
- Ontregeling en misverstand. Kroniek van een familie (1860-1977) van Greta Seghers (1983),
- Herberg in 't misverstand, Antoon Coolen (1938)
- Er moet sprake zijn van een misverstand, Mark Boog (2010)

In Woerden stond tot 1933 een baksteenfabriek met de oorspronkelijke naam Het misverstand. De gevelsteen van de fabriek, met de datum 1693, is na de afbraak van de fabriek opgenomen in de gevel van het gebouw Leidsestraatweg 21. De gevelsteen laat twee baksteendragers zien, die elk een andere kant oplopen.